# Spragueia transmutata
Spragueia transmutata là một loài bướm đêm trong họ Noctuidae.